# Vincenzo Carrari
Vincenzo Carrari (Ravenna, 14 settembre 1539 – Ravenna, 1596) è stato un letterato e storico italiano.

## Biografia
Nacque a Ravenna da Mario e Giovanna Andreoli.
Studiò Diritto nell'ateneo bolognese,  e poi all'Università di Ferrara, dove ottenne la laurea in utroque iure. Tornato a Ravenna, prese gli ordini sacerdotali. Fu canonico della cattedrale ravennate.

### Vita ecclesiale
La sua fama di oratore lo portò a Roma, dove fu ascoltato da Papa Gregorio XIII a proposito di una disputa in corso tra le arcidiocesi di Ravenna e di Bologna. Nel 1584 fu nominato canonico del Duomo di Ravenna.

### Attività pubblicistica
Carrari fu scrittore molto attivo, soprattutto in campo letterario e di erudizione storica. Delle sue opere, solo una piccola parte fu stampata. Il resto è andato perduto.
Fu membro dell'Accademia dei Selvaggi.

## Opere

### Letterarie
In latino
- 1584 De medico atque illius erga aegros officio (Ravenna)
- 1588 Vita Desiderii Spreti historici Ravennatis (Venetiis)

In italiano
- 1572 Orazione per l'elezione di papa Gregorio XIII (Bologna)
- 1577 Esposizione sopra la canzone estravagante "Quel ch'à la nostra natura in sé più degno" di Francesco Petrarca (Macerata)
- 1578 Vita di mad. Cristina Racchi Lunardi
- 1584 Dell'utilità della morte (Ravenna), composta in occasione della morte del pittore forlivese Luca Longhi

### Storiche
Carrari scrisse monografie sulle più importanti famiglie nobiliari della sua regione. Di esse ne fu stampata soltanto una:
- 1583 Historia de' Rossi parmigiani (Ravenna),
- Istoria di Romagna. Questo lavoro, senza dubbio l'opera più pregevole di Carrari, rimase in gran parte inedito. Manoscritti dell'opera si trovano nella Biblioteca dell'Archiginnasio di Bologna, nella Classense di Ravenna e nella Saffi di Forlì.  Nel 1880 Olindo Guerrini e Corrado Ricci iniziarono la pubblicazione dell'opera, fermandosi però a un quarto del totale. Solo nel 2007-2009 è stata pubblicata la prima edizione completa dell'opera (in due volumi), a cura di Umberto Zaccarini (1933-2021).